# Buena Vista Yokuts
Buena Vista Yokuts (Southern Foothill Yokuts), deskriptivni naziv za manju skupinu srodnih indijanskih plemena u blizini rijeke i jezera Kern i jezeru Buena Vista u američkoj državi Kalifornija. Jezično čine posebnu skupinu Yokutsa (porodica mariposan) čiji su predstavnici Hometwoli (Humetwadi) na jezeru Kern Lake i blizu ušća rijeke Kern; Tuhohi (Tohohai, Tuohayi), na donjem toku rijeke Kern; Tulamni, na jezeru Buena Vista Lake.
Njihovi istočni susjedi su Yauelmani. Najsjeverniji među njima su Tuhohi, a južnije uu Hometwoli i Tulamni. Kultura je orijentirana prema vodi i tule-trstiki iz koje izrađuju plovila, nastamnbe i košare.

## Vanjske poveznice
- Yokuts: A language of USA